# Leiophron subtilis
Leiophron subtilis är en stekelart som beskrevs av Chen och Van Achterberg 1997. Leiophron subtilis ingår i släktet Leiophron och familjen bracksteklar. Inga underarter finns listade i Catalogue of Life.